# Liga Meridana de Invierno 2013-14
La Temporada 2013-14 de la Liga Meridana de Invierno fue la 1.ª edición y comenzó el 5 de octubre de 2013.
Esta temporada dio comienzo a la segunda etapa de la historia del béisbol profesional Invernal en Mérida, ya que las dos primeras temporadas se le conoció como Liga Meridana de Béisbol, reanudando actividades después de un año de no haberse jugado.
En esta campaña desaparecen los Ases del Volante y Leones Anahuac Mayab, para dar paso a los Senadores de la Morelos y a los Rookies de la Madero, los Astros de las Comisarías pasan a ser Azulejos de Chichi Suárez, solo los Constructores de Cordemex, los Diablos de la Bojórquez y los Zorros de Pacabtún, permanecieron con el mismo nombre.
Para esta temporada se instala el tradicional Juego de Estrellas. Los equipos estuvieron divididos en dos y llevaron los nombres de las figuras “Plinio Escalante Bolio”, actual presidente de la Liga Mexicana de Béisbol y “Gustavo Ricalde Durán”, quien en vida fue dueño y presidente de los Leones de Yucatán.
La temporada finalizó el 5 de enero de 2014, con el bicampeonato de los Diablos de la Bojórquez, al vencer en la serie final 2-0 a los Senadores de la Morelos. El mánager campeón fue José Caballero.

## Sistema de competencia
La temporada regular constó de 12 semanas abarcando un total de 24 juegos a disputarse para cada uno de los seis clubes que conforman a la liga. Los primeros cuatro lugares avanzan a los Play-offs, con base en ganados y perdidos.
Las series de playoffs fueron a ganar 2 de 3 juegos posibles, bajo el esquema 1-1-1, es decir, un juego en la primera plaza, otro en la segunda y si es necesario, un último partido en la primera plaza.

## Equipos participantes
| Liga Meridana de Invierno 2013-14 |           |                    |                              |
| Equipo                            | Fundación | Mánager            | Campo                        |
| Azulejos de Chichi Suárez         | 2010      | Henry Ortega       | Campo de Chichi Suárez       |
| Constructores de Cordemex         | 2010      | Armando Manzanilla | Campo de La Colonia Cordemex |
| Diablos de la Bojórquez           | 2010      | José Caballero     | Campo de la Bojórquez        |
| Rookies de la Madero              | 2010      | Francisco Acosta   | Campo de la Madero           |
| Senadores de la Morelos           | 2010      | Alan Arredondo     | Campo de la Colonia Morelos  |
| Zorros de Pacabtún                | 2010      | Antonio Aguilera   | Parque "Manuel Loría Rivero" |

## Posiciones
- Actualizadas las posiciones al 25 de diciembre de 2013.

| Liga Meridana de Invierno | Liga Meridana de Invierno | Liga Meridana de Invierno | Liga Meridana de Invierno | Liga Meridana de Invierno | Liga Meridana de Invierno |
| Equipo                    | JJ                        | JG                        | JP                        | JE                        | JV                        |
| ------------------------- | ------------------------- | ------------------------- | ------------------------- | ------------------------- | ------------------------- |
| Senadores de la Morelos   | 24                        | 17                        | 7                         | 0                         | -                         |
| Diablos de la Bojórquez   | 24                        | 14                        | 10                        | 0                         | 3.0                       |
| Constructores de Cordemex | 24                        | 13                        | 10                        | 1                         | 3.5                       |
| Azulejos de Chichi Suárez | 24                        | 11                        | 12                        | 1                         | 5.5                       |
| Zorros de Pacabtún        | 24                        | 10                        | 14                        | 0                         | 7.0                       |
| Rookies de la Madero      | 24                        | 5                         | 17                        | 2                         | 11.0                      |

| Clasificado a los playoffs |

## Juego de Estrellas
El primer Juego de Estrellas de la LMI se realizó 7 de diciembre en el Campo de la Colonia Cordemex, casa de los Constructores. En dicho encuentro la Selección Gustavo Ricalde Durán se impuso a la Selección Plinio Escalante Bolio por 10-7. El yucateco Julio Pérez de los Azulejos de Chichi Suárez fue designado el Jugador Más Valioso del partido. El partido tuvo que ser recortado a 8 entradas por falta de luz natural.
El Juego de Estrellas fue transmitido en vivo por radio por la frecuencia de la La Comadre; al igual que Home Run Derby.

### Tirilla
| Equipo                                                                       | 1 | 2 | 3 | 4 | 5 | 6 | 7 | 8 | C  | H  | E |
| ---------------------------------------------------------------------------- | - | - | - | - | - | - | - | - | -- | -- | - |
| Selección GRD                                                                | 4 | 0 | 0 | 0 | 0 | 0 | 1 | 5 | 10 | 13 | 4 |
| Selección PEB                                                                | 1 | 3 | 3 | 0 | 0 | 0 | 0 | 0 | 7  | 14 | 2 |
| G: Santiago Gutiérrez (1-0); P: Mauricio Tequida (0-1); SV: Jafet Canto (1). |   |   |   |   |   |   |   |   |    |    |   |
| HR: GRD - Abel Sánchez, Julio Pérez; PEB - Gerson Manzanillo.                |   |   |   |   |   |   |   |   |    |    |   |

### Home Run Derby
El Home Run Derby se realizó a las 11:00 horas del mismo día que el Juego de Estrellas, al cual acudieron los líderes de cuadrangulares del circuito. El panameño Rubén Rivera de los Senadores de la Morelos conectó dieciséis cuadrangulares en la ronda final para superar a su compañero Cristian Alan Quintero, quien dio quince en la última ronda, y se proclamó como el ganador.

#### Jugadores participantes
| Gustavo Ricalde Durán: 1. Edwin Díaz, de Constructores de Cordemex. 2. Juan Carlos Salazar, de Constructores de Cordemex. 3. Raymundo Torres Camargo, de Zorros de Pacabtún. 4. Armando Manzanilla, de Constructores de Cordemex. 5. Aniel Carbonell, de Rookies de la Madero. |  | Plinio Escalante Bolio: 1. Cristian Alan Quintero, de Senadores de la Morelos. 2. Ricardo Vázquez, de Azulejos de Chichi Suárez. 3. Sharnol Adriana, de Diablos de la Bojórquez. 4. Rubén Rivera, de Senadores de la Morelos. 5. Julio Pérez, de Azulejos de Chichi Suárez. |

#### Tabla de posiciones
| Jugador                 | Equipo        | 1.ª Ronda | 2.ª Ronda | Final | Total |
| ----------------------- | ------------- | --------- | --------- | ----- | ----- |
| Rubén Rivera            | La Morelos    | 12        | 4         | 16    | 32    |
| Cristian Alan Quintero  | La Morelos    | 10        | 10        | 15    | 35    |
| Armando Manzanilla      | Cordemex      | 8         | 7         | -     | 15    |
| Ricardo Vázquez         | Chichi Suárez | 9         | 2         | -     | 11    |
| Edwín Díaz              | Cordemex      | *         | -         | -     | *     |
| Aniel Carbonell         | Madero        | *         | -         | -     | *     |
| Sharnol Adriana         | Bojórquez     | *         | -         | -     | *     |
| Julio Pérez             | Chichi Suárez | *         | -         | -     | *     |
| Juan Carlos Salazar     | Cordemex      | *         | -         | -     | *     |
| Raymundo Torres Camargo | Pacabtún      | *         | -         | -     | *     |

Resumen del HR Derby y del Juego de Estrellas

## Play-Offs
|  | Semifinales | Semifinales   | Semifinales |            |   | Final     | Final | Final |  |
|  |             |               |             |            |   |           |       |       |  |
|  |             |               |             |            |   |           |       |       |  |
|  | 3           | Cordemex      | 0           |            |   |           |       |       |  |
|  | 3           | Cordemex      | 0           |            |   |           |       |       |  |
|  | 2           | Bojórquez     | 2           |            |   |           |       |       |  |
|  | 2           | Bojórquez     | 2           |            | 1 | Bojórquez | 2     |       |  |
|  |             |               |             |            | 1 | Bojórquez | 2     |       |  |
|  |             |               | 2           | La Morelos | 0 |           |       |       |  |
|  | 4           | Chichi Suárez | 2           | La Morelos | 0 | 0         |       |       |  |
|  | 4           | Chichi Suárez |             |            |   | 0         |       |       |  |
|  | 1           | La Morelos    | 2           |            |   |           |       |       |  |
|  | 1           | La Morelos    | 2           |            |   |           |       |       |  |
|  |             |               |             |            |   |           |       |       |  |

### Semifinales
| - J1. 31-dic. Chichi Suárez 1 - La Morelos 7. MOR 1-0. - J2. 1-ene. La Morelos 18 - Chichi Suárez 3. - La Morelos gana la serie 2-0. |  | - J1. 31-dic. Cordemex 8 - Bojórquez 10. BOJ 1-0. - J2. 1-ene. Bojórquez 5 - Cordemex 2. - Bojórquez gana la serie 2-0. |

### Final
Los Diablos de la Bojórquez se proclamaron campeones al derrotar 2-0 a los Senadores de la Morelos en la serie por el título. El juego decisivo se disputó el 9 de enero de 2014 en el Campo de la Bojórquez de Mérida, Yucatán.
El título de Jugador más valioso de la serie le fue otorgado al jugador Sharnol Adriana, quien bateó 3 Home runs siendo la bujía ofensiva del equipo, para alzar el campeonato.

#### Bojórquez vs. La Morelos

##### Juego 1
8 de enero de 2014; Parque Gonzalo "Sansón" Novelo, Mérida, Yucatán.
| Equipo                                                           | 1 | 2 | 3 | 4 | 5 | 6 | 7 | 8 | 9 | C | H | E |
| ---------------------------------------------------------------- | - | - | - | - | - | - | - | - | - | - | - | - |
| Bojórquez                                                        | 0 | 2 | 0 | 0 | 0 | 2 | 0 | 0 | 0 | 4 | 5 | 2 |
| La Morelos                                                       | 0 | 0 | 0 | 1 | 0 | 1 | 0 | 0 | 0 | 2 | 7 | 1 |
| G: S. Rodríguez (1-0); P: R. Martínez (0-1); SV: L. Navarro (1). |   |   |   |   |   |   |   |   |   |   |   |   |
| HR: BOJ - S. Adriana (1); MOR - A. Arredondo (1).                |   |   |   |   |   |   |   |   |   |   |   |   |

##### Juego  2
9 de enero de 2014; Campo de La Bojórquez, Mérida, Yucatán.
| Equipo                                                        | 1 | 2 | 3 | 4 | 5 | 6 | 7 | 8 | 9 | C | H  | E |
| ------------------------------------------------------------- | - | - | - | - | - | - | - | - | - | - | -- | - |
| La Morelos                                                    | 0 | 0 | 0 | 0 | 0 | 0 | 1 | 0 | 0 | 1 | 6  | 1 |
| Bojórquez                                                     | 0 | 1 | 2 | 0 | 0 | 0 | 0 | 1 | X | 4 | 10 | 1 |
| G: D. Heredia (1-0); P: O. Basulto (0-1); SV: L. Navarro (2). |   |   |   |   |   |   |   |   |   |   |    |   |
| HR: BOJ - S. Adriana (2 y 3).                                 |   |   |   |   |   |   |   |   |   |   |    |   |

## Cuadro de Honor
| Equipos                   | Posición   |
| ------------------------- | ---------- |
| Diablos de la Bojórquez   | Campeón    |
| Senadores de la Morelos   | Subcampeón |
| Constructores de Cordemex | 3° Lugar   |
| Azulejos de Chichi Suárez | 4° Lugar   |
| Zorros de Pacabtún        | 5° Lugar   |
| Rookies de La Madero      | 6° Lugar   |